# Urung Ganjang
Urung Ganjang is een bestuurslaag in het regentschap Deli Serdang van de provincie Noord-Sumatra, Indonesië. Urung Ganjang telt 146 inwoners (volkstelling 2010).